# Carl Fredrik Lindahl (industriman)
Carl Fredrik Lindahl, född den 28 juli 1807 i Hallstahammar, Svedvi socken, Västmanlands län, död den 29 april 1873 i Gävle, Gävleborgs län
, var en svensk industriman.
Lindahl var intelligent och läraktig, men skolundervisningen var dålig. Fadern, som var smed, flyttade till Karlslunds egendom utanför Örebro och där lärde sig Carl Fredrik att skriva och hjälpte sin far i arbetet genom att föra anteckningar över arbetet. Mellan tio och femton års ålder arbetade han med slägga och bälgstång. Därefter arbetade han ett år i en kvarn, men återvände sedan till sin far och följde i hans yrke. 
Fadern arrenderade ett manufakturverk, men på grund av stigande ålder och sjukdom tvingades han lämna detta och byggde en liten bostad med klensmedja. Carl Fredrik var hans medhjälpare och sedan fadern avlidit år 1827 fick han ensam försörja sig, modern och mindre syskon.
Sommaren 1829 for han till Stockholm och genomgick en kurs i hovslagning och hästfotens vanliga sjukdomar vid veterinärinrättningen. På hösten samma år övertog han smidesverkstaden i Karlslund, där han började bygga nya hammarställningar. Han diversifierade tillverkningarna, sysslade med mekaniska arbeten och tillverkade åkerbruksredskap så framgångsrikt att han för en plogmodell erhöll ett pris på 200 riksdaler av Lantbruksakademien.
Sedan han år 1831 gift sig, flyttade han ett par år senare till Motala, där han, först anställd som arbetare vid fil- och hopsättningsverkstaden, efter endast nio månader antogs till förman vid samma verkstad. Han fick då tillfälle att utvidga sitt bokliga vetande genom undervisning i bland annat matematik.
Hans nästa plats var som verkmästare vid Forsbacka bruk, där han vistades i tio år eller åren 1837—1847. Under hans sista anställningsår där påbörjades byggandet av hans egen mekaniska verkstad i Gävle, vilken invigdes i januari 1848. Redan hösten samma år utvidgades anläggningen i samarbete med mekanikern David Runer. Han hade inget eget kapital, men han fick krediter. Han uppfann ett ankaruppfordringsspel, som han fick patent på år 1841.